# Amyrsidea perdicis
Amyrsidea perdicis är en insektsart som först beskrevs av Henry Denny 1842.  Amyrsidea perdicis ingår i släktet Amyrsidea och familjen spolätare. Arten är reproducerande i Sverige. Inga underarter finns listade i Catalogue of Life.